# 50è Festival Internacional de Cinema de Canes
El 50è Festival Internacional de Cinema de Canes es va dur a terme del 7 al 18 de maig de 1997. La Palma d'Or fou atorgada conjuntament a Ta'm e guilass d'Abbas Kiarostami i a Unagi de Shohei Imamura. Jeanne Moreau was the mistress of ceremonies.
El festival va obrir amb The Fifth Element, dirigida per Luc Besson, i va tancar amb Absolute Power, dirigida per Clint Eastwood.

## Jurat

### Competició principal
Les següents persones foren nomenades per formar part del jurat de la competició principal en l'edició de 1997:
- Isabelle Adjani (França) President
- Gong Li (Xina)
- Mira Sorvino (EUA)
- Paul Auster (EUA)
- Tim Burton (EUA)
- Luc Bondy (Suïssa)
- Patrick Dupond (França)
- Mike Leigh (UK)
- Nanni Moretti (Itàlia)
- Michael Ondaatje (Canadà)

### Càmera d'Or
Les següents persones foren nomenades per formar part del jurat de la Càmera d'Or de 1997:
- Françoise Arnoul (actriu) (França)
- Gérard Lenne (crític) (França)
- Jiří Menzel (director) (Txèquia)
- Julien Camy (cinèfil) (França)
- Luciano Barisone (crític) (Itàlia)
- Nicolas Philibert (director) (França)
- Olivier Brunet-Lefebvre (cinèfil) (França)
- Ulrich Gregor (historiador del cinema) (Alemanya)

## Selecció oficial

### En competició – pel·lícules
Les següents pel·lícules competiren per la Palma d'Or:
- Assassin(s) de Mathieu Kassovitz
- La femme défendue de Philippe Harel
- The Brave de Johnny Depp
- Unagi de Shohei Imamura
- The End of Violence de Wim Wenders
- Funny Games de Michael Haneke
- Chun gwong cha sit de Wong Kar-wai
- The Ice Storm d'Ang Lee
- Kini and Adams d'Idrissa Ouedraogo
- L.A. Confidential de Curtis Hanson
- Nil de Mouth de Gary Oldman
- Il principe di Homburg de Marco Bellocchio
- The Serpent's Kiss de Philippe Rousselot
- She's So Lovely de Nick Cassavetes
- The Sweet Hereafter d'Atom Egoyan
- Ta'm e guilass d'Abbas Kiarostami
- La tregua de Francesco Rosi
- Welcome to Sarajevo de Michael Winterbottom
- The Well de Samantha Lang
- Western de Manuel Poirier

### Un Certain Regard
Les següents pel·lícules foren seleccionades per competir a Un Certain Regard:
- 12 Storeys d'Eric Khoo
- A, B, C... Manhattan d'Amir Naderi
- Post-Coitum, Animal Triste de Brigitte Roüan
- Akrebin Yolculuğu de Ömer Kavur
- American Perfekt de Paul Chart
- Brat d'Aleksei Balabànov
- La buena estrella de Ricardo Franco
- La cruz d'Alejandro Agresti
- Dong gong xi gong de Zhang Yuan
- Gudia de Gautam Ghose
- Histoire(s) du cinéma de Jean-Luc Godard
- Namai de Šarūnas Bartas
- In the Company of Men de Neil LaBute
- Inside/Out de Rob Tregenza
- Love and Death on Long Island de Richard Kwietniowski
- Marcello Mastroianni: mi ricordo, sì, io mi ricordo de Anna Maria Tatò
- Marius et Jeannette de Robert Guédiguian
- Mrs Brown de John Madden
- Enskilda samtal de Liv Ullmann
- Sunday de Jonathan Nossiter
- Nae-an-e uneun balam de Jeon Soo-il
- Witman fiúk de János Szász

### Pel·lícules fora de competició
Les següents pel·lícules foren seleccionades per ser projectades fora de competició:
- Absolute Power de Clint Eastwood
- The Blackout d'Abel Ferrara
- Al-massir de Youssef Chahine
- The Fifth Element de Luc Besson
- Hamlet de Kenneth Branagh
- Michael Jackson's Ghosts de Stan Winston
- Nirvana de Gabriele Salvatores
- Viagem ao Princípio do Mundo de Manoel de Oliveira
- Welcome to Woop Woop de Stephan Elliott

### Curtmetratges en competició
Els següents curtmetratges competien per Palma d'Or al millor curtmetratge:
- Le Bon Endroit d'Ayelet Bargur
- Camera obscura de Stefano Arduino
- Final Cut de Justin Case
- Est-ce à cause du dessin sur l'emballage? de Tessa Sheridan
- Joe de Sasha Wolf
- Leonie de Lieven Debrauwer
- Over The Rainbow d'Alexandre Aja
- Les Vacances de Emmanuelle Bercot

## Seccions paral·leles

### Setmana Internacional dels Crítics
Els següents llargmetratges van ser seleccionats per ser projectats per a la trenta-sisena Setmana de la Crítica (36e Semaine de la Critique):
Competició de pel·lícules
- Budbringeren de Pål Sletaune (Noruega)
- Faraw ! d'Abdoulaye Ascofaré (Mali)
- This World, Then the Fireworks de Michael Oblowitz (Estats Units)
- Le mani forti de Franco Bernini (Itàlia)
- Karakter de Mike van Diem (Països Baixos)
- Bent de Sean Mathias (U.K.)
- Insomnia d'Erik Skjoldbjærg (Noruega)

Competició de durts
- Le Signaleur de Benoît Mariage (Belgium)
- Marylou de Todd Kurtzman & Danny Shorago (Estats Units)
- Adios Mama d'Ariel Gordon (Mèxic)
- Tunnel of Love de Robert Milton Wallace (U.K.)
- Muerto de amor de Ramón Barea (Espanya)
- O Prego de João Maia (Portugal)
- Le Voleur de diagonale de Jean Darrigol (França)

### Quinzena dels directors
Les següents pel·lícules foren exhibides en la Quinzena dels directors de 1997 (Quinzaine des Réalizateurs):
- Buud-Yam de Gaston Jean-Marie Kaboré
- Cosmos d'André Turpin, Arto Paragamian, Denis Villeneuve, Jennifer Alleyn, Manon Briand, Marie-Julie Dallaire
- Dakan de Mohamed Camara
- Il Bagno turco – Hamam de Ferzan Özpetek
- J'ai horreur de l'amour de Laurence Ferreira Barbosa
- Kicked In The Head de Matthew Harrison
- Kissed de Lynne Stopkewich
- L'autre côté de la mer de Dominique Cabrera
- La buena vida de David Trueba
- La Vie de Jésus de Bruno Dumont
- Ma 6-T va crack-er de Jean-François Richet
- Ma vie en rose d'Alain Berliner
- Murmur of Youth de Lin Cheng-sheng
- Savrseni Krug) d'Ademir Kenovic
- Taafe Fanga d'Adama Drabo
- Priatiel Pakoinika de Viatcheslav Krichtofovitch
- Sinon, oui de Claire Simon
- My Son the Fanatic d'Udayan Prasad
- Suzaku de Naomi Kawase
- Tren de sombras de José Luis Guerin
- Un frère… de Sylvie Verheyde

Curtmetratges
- Liberté chérie de Jean-Luc Gaget
- Soyons amis ! de Thomas Bardinet
- Taxi de nuit de Marco Castilla
- Tout doit disparaître de Jean-Marc Moutout
- Y’a du foutage dans l'air de Djamel Bensalah

## Premis

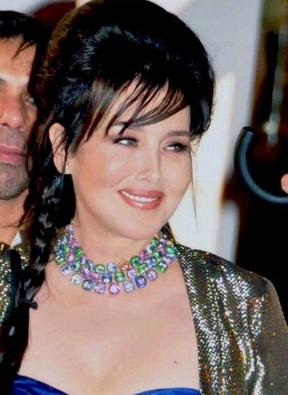
Isabelle Adjani, President del jurat

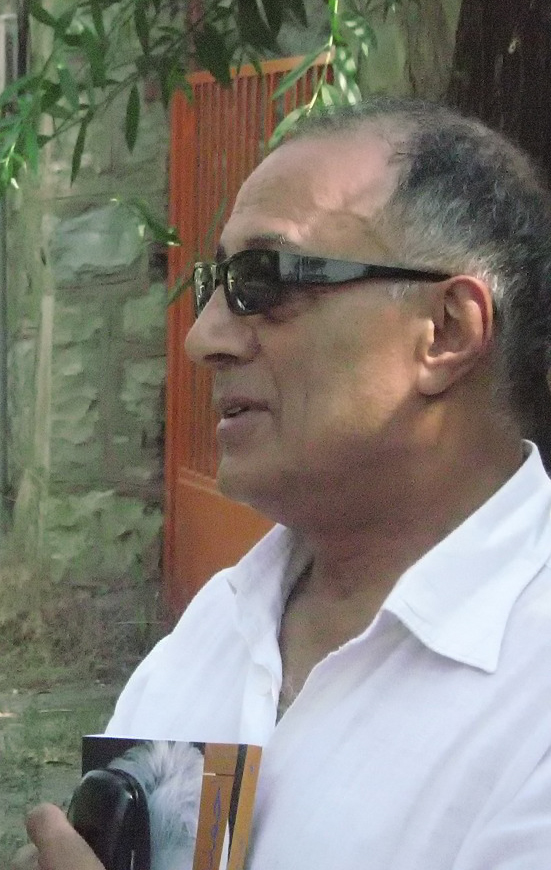
Abbas Kiarostami, Palma d'Or

### Premis oficials
Els guardonats en les seccions oficials de 1997 foren:
- Palma d'Or:
  - Ta'm e guilass d'Abbas Kiarostami
  - Unagi de Shōhei Imamura
- Grand Prix: The Sweet Hereafter d'Atom Egoyan
- Millor director: Wong Kar-wai per Chun gwong cha sit
- Millor guió: The Ice Storm de James Schamus
- Millor actriu: Kathy Burke per Nil de Mouth
- Millor actor: Sean Penn per She's So Lovely
- Premi especial del Jurat: Western de Manuel Poirier
- Premi 50è Aniversari: Youssef Chahine (Premi a tota una vida)
- Palma de Palmes: Ingmar Bergman[13]

Càmera d'Or
- Caméra d'Or: Moe no suzaku de Naomi Kawase
- Caméra d'Or - Menció especial: La Vie de Jésus de Bruno Dumont

Curtmetratges
- Palma d'Or al millor curtmetratge: ...Is It the Design on the Wrapper? de Tessa Sheridan
- Premi del Jurat: Leonie de Lieven Debrauwer i Les Vacances de Emmanuelle Bercot

### Premis independents
Premis FIPRESCI
- The Sweet Hereafter de Atom Egoyan (En competició)
- Viagem ao Princípio do Mundo de Manoel de Oliveira (Fora de competició)

Commission Supérieure Technique
- Gran Premi Tècnic: Thierry Arbogast (fotografia) a She's So Lovely i The Fifth Element

Jurat Ecumènic
- Premi del Jurat Ecumènic: The Sweet Hereafter d'Atom Egoyan
- Jurat Ecumènic - Menció especial: La buena estrella de Ricardo Franco i Viagem ao Princípio do Mundo) de Manoel de Oliveira[13]

Premi de la Joventut
- Pel·lícula estrangera: Bent de Sean Mathias
- Pel·lícula francesa: J'ai horreur de l'amour de Laurence Ferreira Barbosa

Premis en el marc de la Setmana Internacional de la Crítica
- Premi Mercedes-Benz: Budbringeren de Pål Sletaune
- Premi Canal+: Le signaleur de Benoît Mariage

Association Prix François Chalais
- Premi François Chalais: Savrseni krug d'Ademir Kenović[16]

## Mèdia
- INA: Pujant les escales per l'apertura del festival de 1997 ((francès))
- INA: Llista de guanyadors del festival de 1997 ((francès))